# كنز الذهب في بالتيمور
في عام 1934، اكتشف ولدان مُراهقان (ثيودور جونز، 16 عامًا، وهنري غروب، 15 عامًا) مجموعة من العملات الذهبية في بالتيمور بولاية ماريلاند. عثر الولدان على أواني نحاسية تحتوي على 3558 قطعة ذهبية أثناء حفرهما في قبو. وبعد مرور عام واحد اكتشفا مجموعة ثانية في الموقع نفسه. بلغت القيمة الإجمالية للمجموعتين 30,000 دولار أمريكي (ما يعادل 683,284 دولارًا أمريكيًا في عام 2023).
لم يتمكن الولدان من الاحتفاظ بالذهب بسبب قانون احتياطي الذهب لعام 1934، الذي جعل ملكية الذهب الخاصة غير قانونية. ولذلك، قاما بتسليم الذهب إلى الشرطة. بعد الكشف عن الاكتشاف، نشأت معركة قانونية مع حوالي اثني عشر مُدّعيا. في عام 1935، تم منح الولدين الذهب ليحتفظا به حتى بلوغهما سن الـ21. تم استئناف القرار وفي عام 1937، تم منح الولدين مرة أخرى المال الذي بلغ 7,000 دولار لكل منهما (ما يعادل 159,433 دولارًا في عام 2023) بعد خصم تكاليف المحكمة وأتعاب المحاماة.
في عام 1935، وأثناء انتظارهما للحكم في قضيتهما، قاما بالحفر مرة أخرى في القبو، وهذه المرة اكتشفا دفعة أخرى من الذهب تقدر قيمتها بـ 10,000 دولار (ما يعادل 227,761 دولارًا في عام 2023). قاما بتقسيم الكنز الثاني وسلمّاه إلى أمهاتهما. احتفظ الولدان باكتشاف الذهب الثاني سرًا حتى وقوع عملية سطو على منزل عائلة جونز في وقت لاحق من نفس العام. أفادت الصحف بأن الذهب تم سرقته من صندوق مقفل في المنزل.

## خلفية
في 31 أغسطس 1934، كان ثيودور جونز (Theodore Jones)، البالغ من العمر 16 عامًا، وهنري غروب (Henry Grob)، البالغ من العمر 15 عامًا، يحفران في قبو إحدى العمارات في شارع إيدن، حيث كان جونز ووالدته يقيمان في بالتيمور، ماريلاند. كان الولدان قد شكلا ناديًا وكانا يعتزمان إنشاء مكان لإخفاء الأموال التي كانا يُخططان لجمعها. أثناء الحفر، صادفا جسمًا صلبًا. مالكا العقار هما إليزابيث هـ. فرينش (Elizabeth H. French) وماري ب. ب. فيندلاي (Mary P. B. Findlay).

## تاريخ
عثر جونز وغروب على 3,558 قطعة نقدية ذهبية داخل إناءين نحاسيين في قبو منزل جونز. تكونت الكنوز من عملات ذهبية فئات 1 دولار و2.50 دولار و5 دولارات و10 دولارات و20 دولارًا، من ثلاثينيات وأربعينيات وخمسينيات القرن التاسع عشر. كان الولدان يعيشان بدون أبويهما ويتلقيان مساعدات حكومية. ونظرًا لاكتشاف الذهب عام 1934، تطلب قانون الذهب الأمريكي لعام 1933 منهما تسليم الذهب للحكومة الأمريكية. احتوى الكنز على 317 قطعة ذهبية من فئة 20 دولارًا، و81 قطعة من فئة 10 دولارات، و255 قطعة من فئة 5 دولارات، و65 قطعة من فئة 2.50 دولار، و2,840 قطعة من فئة 1 دولار. في عام 1934، التُقِطَتْ صورة للولدينِ وهما يعرضان اكتشافهما، وأعلنا أنهما يرغبان في مساعدة أمهاتهما باستخدام المال. عرض الولدان على مالكي المنزل ربع الاكتشاف، لكن المالكين طالبوا بنصفه. وبعد معارك قانونية، قضت المحكمة بأن مالكي العقار ليس لهم الحق في أي حصة من الاكتشاف.

### الاكتشاف الثاني

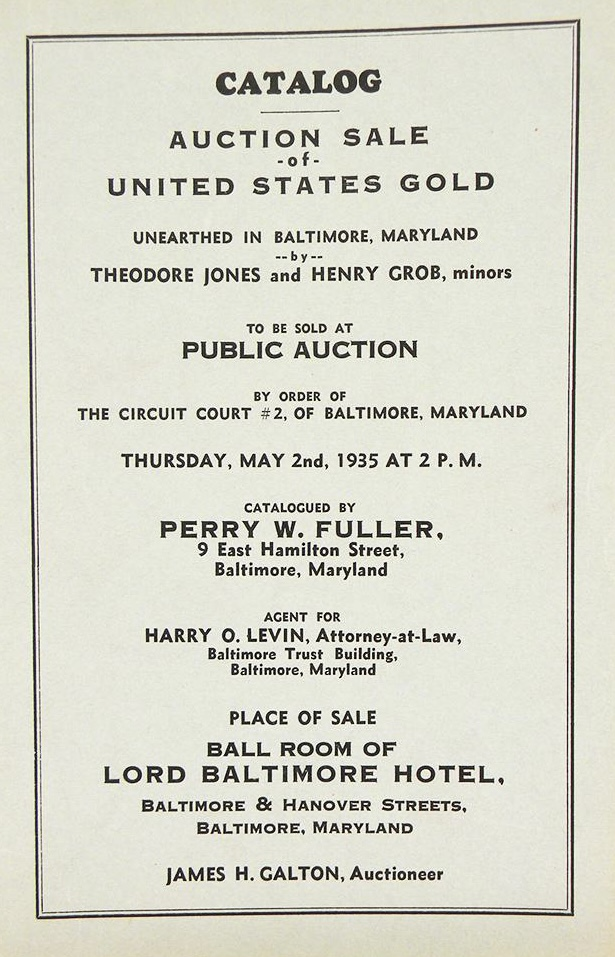
غلاف كتالوج مزاد كنز الذهب في بالتيمور (1935)

في عام 1935، قرر الولدان الحفر مرة أخرى في القبو، ليكتشفا مخزونًا آخر من العملات الذهبية. وقد قُدّرت قيمة هذا الكنز الثاني بحوالي 10,000 دولار (ما يعادل 227,761 دولارًا في عام 2023). قام الولدان بتقسيم العملات بينهما، وقدّم كل منهما حصته إلى والدته. باعت والدة غروب حصتها مقابل 3,400 دولار. بلغت القيمة الإجمالية للكنزين المكتشفين في عامي 1934 و1935 حوالي 30,000 دولار (ما يعادل 683,284 دولارًا في عام 2023). وذكر هنري غروب أنه تلقى نصيحة بالاحتفاظ بالذهب المكتشف في المرة الثانية دون الإفصاح عنه.
في 2 سبتمبر 1935، تم فتح نافذة شقة عائلة جونز بالقوة بالقرب من سلم الحريق. تعرض المنزل للتفتيش، وتم كسر قفل صندوق. أُفيد بأن العملات الذهبية والأموال النقدية من الاكتشاف الثاني قد سُرقت، حيث تم أخذ 5,000 دولار من الذهب و3,100 دولار نقدًا من الصندوق الموجود في الطابق الثاني. وزعم فيليب روميل (Philip A. Rummel)، زوج والدة هنري غروب، أن مدخرات حياته كانت في الصندوق.

## الوضع القانوني
عندما انتشر خبر الكنز، زعم حوالي اثني عشر شخصًا ملكيتهم للذهب. كانت هناك العديد من الإجراءات القانونية، حيث ادّعى الأطراف الآخرون أن الذهب يخصّهم. استمع القاضي أودون (O'Dunne) للقضية ورفض جميع الدعاوى باستثناء دعوى الولدين. في عام 1935، تم بيع العملات في مزاد علني بإجمالي 20,000 دولار. قام ببيع العملات تاجر بالتيمور، هاري فولر (Harry W. Fuller)، ودفع الجامعون أسعارًا تزيد عن القيمة الاسمية للعملات. حضر الولدان المزاد وجلسا في الصف الخلفي.
تم استئناف قرار عام 1935 الذي منح العملات للولدين، ولم يتم تسوية القضية حتى عام 1937. حصل كل من الولدين على مبلغ 10,000 دولار (7,000 دولار بعد خصم تكاليف المحكمة وأتعاب المحاماة) (ما يعادل 159,433 دولارًا في عام 2023)، وكان من المقرر أن يتاح لهما المال عندما يبلغان سن 21 عامًا.
لم يحصل هنري غروب أبدًا على نصيبه من الكنز لأنه توفي أثناء استمرار النزاع القانوني بشأن حيازة الذهب. حيث كان يعمل في مركز تعبئة وتغليف ‏ مقابل 16 دولارًا، وأصيب بالتهاب رئوي. تم نقله إلى مستشفى ساوث بالتيمور العام لمدة أسبوع، وتوفي بسبب الالتهاب الرئوي في 25 أغسطس 1937.
نشأت معركة قانونية حول الكنز الثاني بدأها مالكو العقار. استمع القاضي دينيس (Dennis) إلى القضية الثانية وقرّر أن الولدين يحق لهما الحصول على المال من الاكتشاف الثاني لأن "الظروف المحيطة بالاكتشافين لم تكن مختلفة بما يكفي لمنح الكنز الثاني لمالكي العقار." 

## للاستزادة
- Leonard Augsburger, Treasure in the Cellar: A Tale of Gold in Depression-Era Baltimore. Maryland Historical Society, 2008.
- Jack Myers, Knights' Gold. CreateSpace Independent Publishing, 2016.